# Kazimierz Obrębowicz
Kazimierz Jan Kanty Obrębowicz, (urodzony 21 lutego 1853 w Poznaniu, zm. 15 września 1913 w Warszawie) inżynier i projektant urządzeń ogrzewczych i instalacji sanitarnych konstrukcji kolejowych, działacz Stowarzyszenia Techników oraz Towarzystwa Kursów Nauk

## Życiorys
Ukończył szkołę realną w Poznaniu i Bauakademie w Berlinie (1873–80) z dyplomem inżyniera dróg i mostów. Już w trakcie studiów od 1877 pracował na budowie kolei Berlin-Stralsund, a potem berlińskiej kolei miejskiej oraz przy projektowaniu i montażu hali dworca kolejowego  Friedrichstrasse. Po otrzymaniu  państwowemu stypendium odbył podyplomową podróż po Francji i Anglii. Następnie w latach 1881-1883 zaprojektował i kierował robotami na budowie kolei Laskowice-Chojnice - gdzie m.in. zaprojektował oryginalny most na rzece Wdzie. Ze względu na szykany który doznawał jako Polak od władz pruskich zrezygnował z pracy. Od lipca 1884 mieszkał na stałe w Warszawie, gdzie wraz z Kazimierzem Mateckim założył pierwsze polskie przedsiębiorstwo projektowo-instalacyjne centralnego ogrzewania i wentylacji "Warszawskie Biuro Techniczne K. Matecki i K. Obrębowicz". W 1885 na Wystawie Rolniczo-Przemysłowej w Warszawie zaprezentowało ono we własnym pawilonie model mieszkania z c.o. wodnym, które w tym samym roku zainstalowało w Pałacu Brühla dla Centralnego Urzędu Telegraficznego. W 1892 firma uruchomiła własną Fabrykę Urządzeń Mechanicznych wytwarzającą elementy instalacji kanalizacyjno-wodociągowych, wentylacyjnych i centralnego ogrzewania oraz urządzeń dla pralni mechanicznych, kuchni parowych, komór dezynfekcyjnych, a z czasem także windy hydrauliczne i elektryczne. W tym czasie zaprojektował on centralne systemy grzejne i wentylacyjne, m.in. dla Teatru Wielkiego (1891), Ratusza (1893) i Filharmonii (1900) w Warszawie. W 1898 był głównym inicjatorem powołania do życia Warszawskiego Instytutu Politechnicznego im. Mikołaja II dla budynków którego zaprojektował w 1901 scentralizowany układ ogrzewania, wentylacji, klimatyzacji i oświetlenia. W systemie tym jako pierwszy w Europie wyzyskał ciepło odpadowe elektrowni do celów grzejnych.
W 1905 zrezygnował ze spółki z Mateckim i prowadził działalność samodzielnie jako rzeczoznawca i projektant. W 1906 opatentował ogrzewanie wodne i szybkobiegowe systemem mieszankowym, wdrożone w Rosji i w Niemczech. Wiele publikował, początkowo na łamach „Inżynierii i Budownictwa”, a później głównie „Przeglądu Technicznego”, także np. O prawdopodobnym kierunku przyszłego rozwoju żeglugi powietrznej (1889) czy O nowym systemie miar bezwzględnych (1896–97). Wspomagał finansowo „Przegląd Techniczny” oraz doprowadził do wydania pierwszej w języku polskim encyklopedii technicznej Technik (Warszawa 1905–08). Przyczynił się także do tworzenia polskiej terminologii technicznej, m.in. był twórcą terminu "żelbeton".
Był członkiem tajnego Towarzystwa Oświaty Ludowej a następnie współorganizatorem legalnej polskiej uczelni Towarzystwa Kursów Naukowych, gdzie stworzył Wydział Techniczny na którym wykładał w latach 1906-1911. Opracował pierwszy program nauczania elektrotechniki w Szkole Mechaniczno-Technicznej im. H. Wawelberga i S. Rotwanda, Był w 1899 współzałożycielem a następnie działał w Stowarzyszeniu Techników Polskich  w Warszawie a także od 1884 w warszawskim oddziale Towarzystwa Popierania Rosyjskiego Przemysłu i Handlu. W tym ostatnim był prezesem Sekcji Przemysłowo-Technicznej (1894–1901). Przewodniczył IV i V Zjazdowi Techników we Lwowie i był prezesem honorowym VI Zjazdu. Pochowany na Cmentarzu Powązkowskim w Warszawie.

## Wyróżnienia i upamiętnienie
W 1912 – razem z M. Skłodowską-Curie – otrzymał doktorat honoris causa Szkoły Politechnicznej we Lwowie. Jego imieniem w 1923 nazwano audytorium 134 gmachu głównego Politechniki Warszawskiej - od 1964 znajduje się tam  płaskorzeźba z jego podobizną.

## Rodzina
Syn kupca i przedsiębiorcy budowlanego Tomasza i Anastazji ze Zworowskich. Rodziny nie założył

## Literatura
- Barbara Olszewska, Obrębowlcz Kazimierz Jan Kanty (1853-1913), Polski Słownik Biograficzny, t. 23, Wrocław-Warszawa-Kraków-Gdańsk 1978, s. 457-461
- Barbara Olszewska, Obrębowlcz Kazimierz Jan Kanty (1853-1913), Słownik Biograficzny Techników Polskich, zeszyt 2, Warszawa 1992, s. 131-132,
- Zbigniew Szomański, Przywódca techników polskich — Kazimierz Obrębowicz, „Przegląd Techniczny“, nr 52 z 1964 r.